# Roger Abbott
Roger Abbott (10 de julho de 1946 - 26 de março de 2011) foi um comediante canadense. Membro fundador da trupe de comédia Royal Canadian Air Farce, ele foi uma dos astros e roteiristas da trupe ao longo da sua carreira de 29 anos no rádio e na televisão.